# Château des Vignes

Le Château des Vignes est un château français situé à Quelaines, dans le département de la Mayenne et la région des Pays de la Loire. Les Vignes sont aussi un ruisseau affluent de celui de la Broirie d'une longueur de 2 300 m, et deux fermes : les Grandes et les Petites-Vignes.

## Désignation
- Le fief, domaine et hébergement des Vignes, 1414 (Archives nationales, P. 338).
- La terre, estang, domaine et féages des Vignes, 1453 (Archives nationales, P. 337/2).
- Hébergement, domaine, métairie et moulin des Vignes, 1673 (Cabinet de Louis-Julien Morin de la Beauluère).
- Estang et moulin des Vignes (Hubert Jaillot).
- Moulin des Vignes (Carte de Cassini).

## Histoire
Fief, domaine, étang, moulin, mouvant de Château-Gontier, sous le devoir de quarante jours de garde, et anciennement annexés à la terre de Festillé. L'étang, le moulin, la motte seigneuriale, ont été supprimés depuis 1800. La chapelle, que les titres ne mentionnent pas, servait de grange au XIXe siècle ; la statue en bois de la Vierge étant alors à la ferme.
Aux Grandes-Vignes, un château moderne reproduisant la disposition de celui du Grand-Pont a été construit au XIXe siècle. Il compoorte un salon d'été surmonté d'une terrasse attenant à l'un des pignons. Les enfants de Louis François Ambroise, imprimeur, y jouirent d'une closerie. 

## Sources et bibliographie
- « Château des Vignes », dans Alphonse-Victor Angot et Ferdinand Gaugain, Dictionnaire historique, topographique et biographique de la Mayenne, Laval, A. Goupil, 1900-1910 [détail des éditions] (BNF 34106789, présentation en ligne)